# Movimiento Revolucionario 8 de Octubre
Movimento Revolucionário 8 de Outubro (Revolutionära rörelsen 8 oktober) (MR8) är en brasiliansk vänsterrörelse med ett förflutet som stadsgerilla. Under militärdiktaturen 1964-1985 grundades rörelsen av personer som motsatte sig Brasilianska kommunistpartiets beslut att inte engagera sig militärt mot regimen. MR8 låg bakom kidnappningen av USA:s ambassadör i Brasilien, Charles Burke Elbrick, vilket gav handlingen till filmen Four Days in September. Efter den demokratiska restaurationen i Brasilien omorganiserade sig gruppen som en del av det centristiska partiet Partido do Movimento Democrático Brasileiro, och är idag en udda fågel i det brasilianska politiska livet. Internationellt samarbetsorgan är Internationella kommunistiska seminariet och MR8 har en i övrigt hög internationell profil, bland annat hade de mycket goda relationer med irakiska regeringen innan Saddam Husseins fall.
, ,  MR8 ger ut tidningen Hora do Povo som har utgivningsdag två gånger i veckan.